# Getaria
Pour les articles homonymes, voir Getaria.
Getaria en basque (prononcer « Guètaria ») ou Guetaria en espagnol est une commune du Guipuscoa dans la communauté autonome du Pays basque en Espagne.

## Toponymie
Le nom de la localité a été écrit traditionnellement comme « Guetaria ». Toutefois, depuis 1980 le toponyme officiel est Getaria, qui est l'adaptation du nom à l'orthographe moderne basque. Guetaria en espagnol et Getaria en basque sont prononcés de la même manière.
Outre Getaria du Guipuscoa, il existe une autre ville de nom identique en basque et distante de seulement 61 km. Il s'agit de Guéthary, localité située aussi sur la côte basque du côté français. Le - a final a valeur d'article en basque ce pourquoi il apparaît parfois et disparaît dans les noms de localités basques (Par exemple à Saint-Sébastien, dont le nom basque est Donostia on l'appelle généralement aussi Donosti). Par conséquent Guéthary et Getaria seraient des noms équivalents, orthographiés à la française ou à l'espagnole. En basque les deux villes s'appellent « Getaria ».
Les deux villes ont en commun une situation géographique semblable, sont des localités côtières et de tradition marine. Historiquement, on a cherché à ces noms une étymologie en rapport avec l'activité marine. Une des explications des plus répandues est qu'ils dérivent du mot gascon vigie qui signifie « la montre ». Il faut tenir compte que pendant le Moyen Âge, plusieurs villes de la côte basque ont été colonisées par des Gascons et parmi elles on peut trouver les deux Getarias. On pensait que Getari pouvait être une composition de vigie - ari un suffixe qui est utilisé en basque et aurait la signification de gardien. Pour d'autres ce serait vigie - erri, c'est-à-dire la ville des vigies. Tout cela les relierait avec la tradition baleinière des deux Getarias et dans l'utilisation de tours de guet pour l'avertissement des passages de baleines. D'autres linguistes ont essayé d'expliquer le nom comme provenant de ke - ari, pierre à feu en le justifiant par l'utilisation des feux de signalisation. Il n'a pas manqué d'explications plus ou moins fiables d'un autre type.
Toutefois, face aux hypothèses traditionnelles, durant les dernières années les découvertes archéologiques ont permis d'apporter la lumière à l'affaire. On a récemment trouvé dans la localité de Getaria des preuves de l'existence d'une installation de conserves de poisson de l'époque romaine, un type d'établissement qui recevait le nom de Cetaria. Il est constaté qu'à Guéthary en France a aussi été fondé un établissement de ce type au Ier siècle ce pourquoi il paraît actuellement probable que le nom des deux villes vient de ce mot latin, puisque dans le lieu où des siècles plus tard on a fondé ces villes il y a eu précédemment une fabrication romaine.

## Géographie

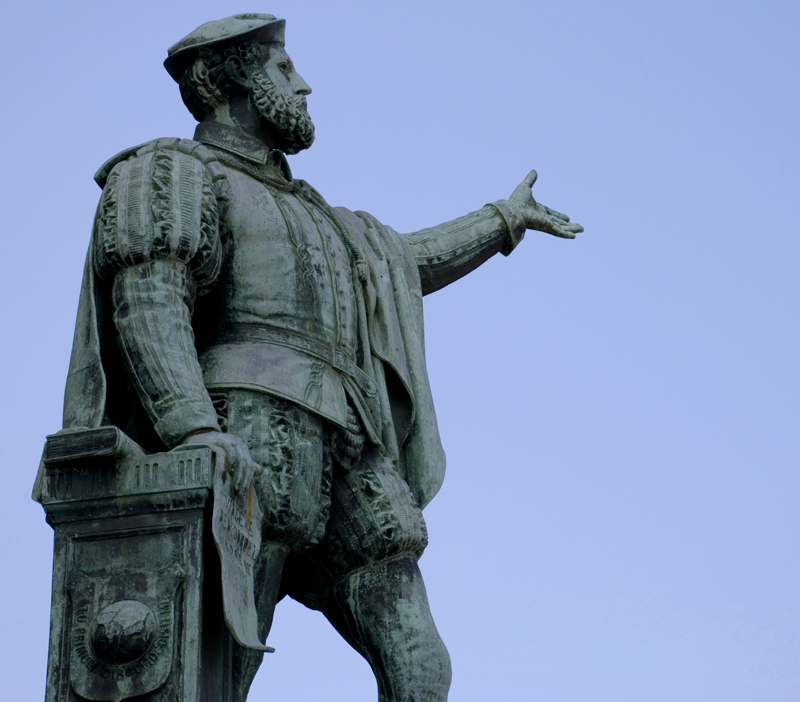
Juan Sebastián Elcano, natif de Getaria

La municipalité de Getaria occupe une portion de la côte centrale du Guipuscoa, au bord de la mer Cantabrique. Cette portion est formée par une corniche escarpée dans laquelle une série d'anses et de pointes se sont formées en raison de l'érosion.

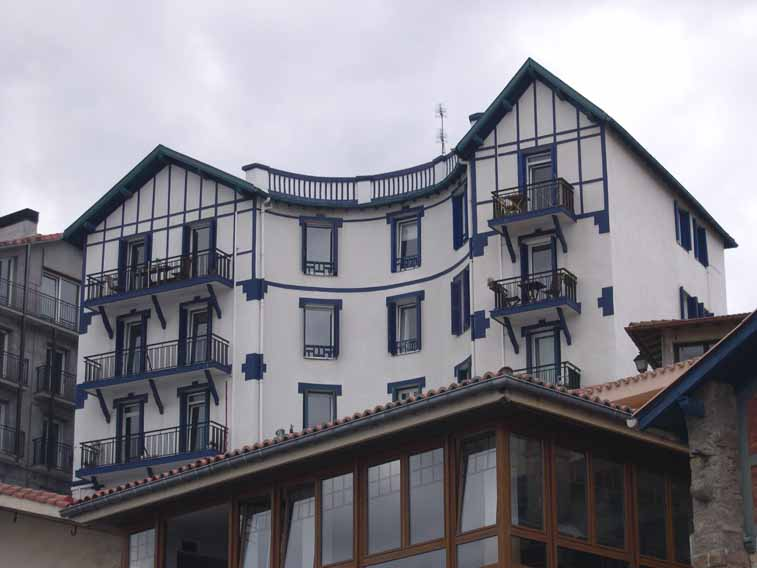
Vue depuis le port

Le centre urbain de Getaria est situé près du mont San Antón, qui jusqu'au XVIe siècle a été une île. C'est dans la partie basse située au niveau de la mer, que se trouve le port. La silhouette du mont San Antón, qui cache de son ombre Getaria, évoque la silhouette d'une souris et est davantage connu avec le surnom de El Ratón de Getaria (la « Souris de Getaria »).
Vers l'intérieur on trouve le mont Garate (278 m), qui s'étend parallèlement à la côte basque et sur lequel se trouvent ce qui est appelé « les fermes de Getaria ». Tout le terrain situé entre le Garate et la mer est parsemé de vignobles (txakoli) étant donné le microclimat qui existe dans la région.
Getaria est limitrophe au nord de la mer Cantabrique, au sud-ouest avec Zumaia, à l'est avec Zarautz (dont le centre est à 5 km) et au sud avec Aia, Aizarnazabal et avec des petites enclaves de Zarautz.

## Histoire
Les plus anciennes traces historiques remontent à l'époque romaine, comme le reflète la découverte d'un « as » de l'époque pré-impériale antérieure à l'an 2 av. J.-C. Quand le Guipuscoa s'est uni au royaume de Castille au XIIIe siècle, Getaria a été encerclée par une muraille en 1209 demandée par Alphonse VIII, roi de Castille et de Tolède, en suivant l'ordre du for de Saint-Sébastien.
Le long de son histoire, Getaria reçoit divers privilèges, dont en 1270, la faculté de couper tout le bois nécessaire à ses usages, puis en 1290, l'exonération du paiement des taxes de péages, et autres impôts, dans les royaumes de Castille et de León.

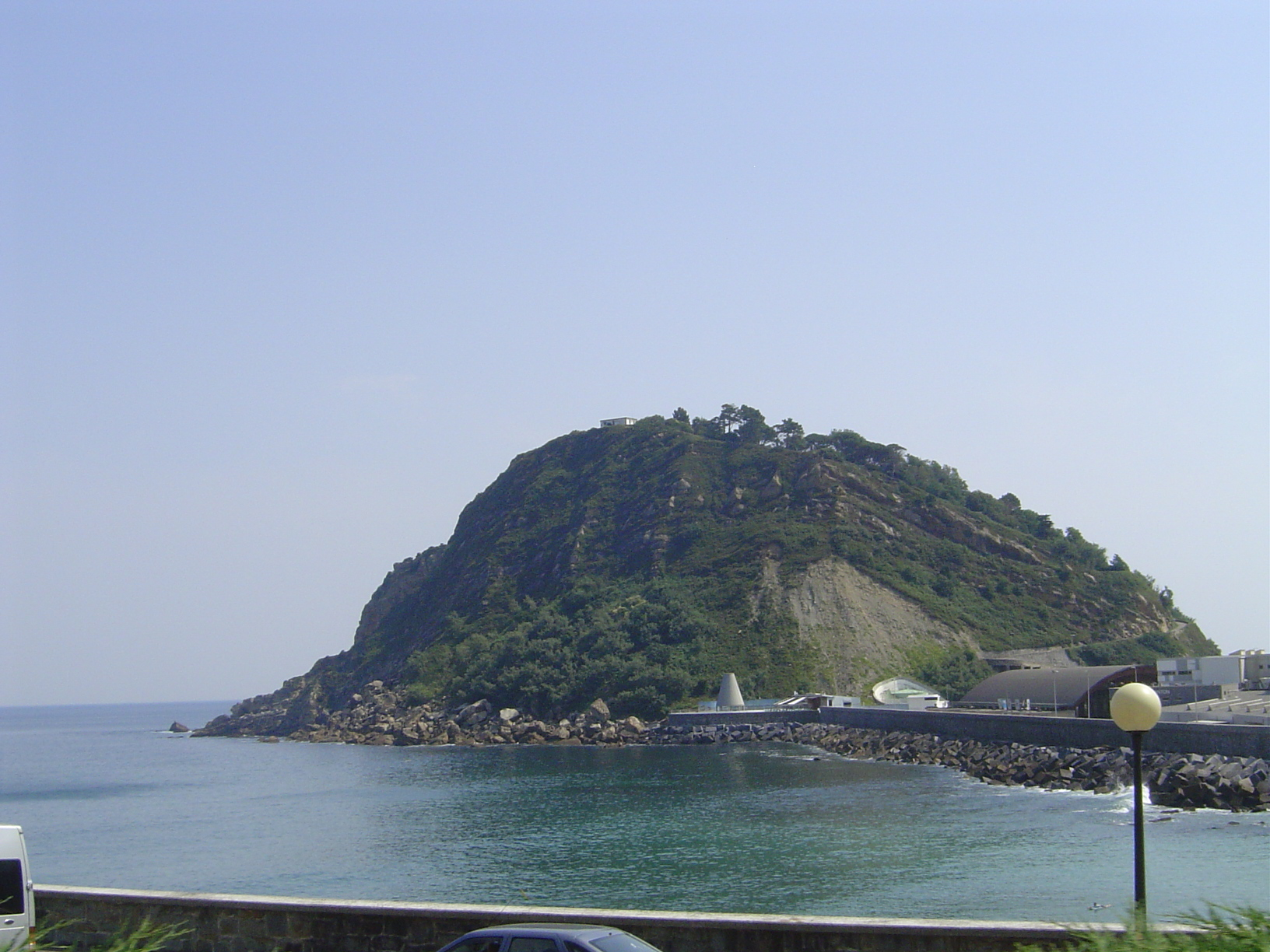
Le mont San Antón

La ville est connue depuis le Moyen Âge pour ses activités maritimes, constituant sa principale source de revenus. Le mont San Antón, le port et le village ont d'abord été une île très proche du littoral. Au XVe siècle, on a entamé la construction du lien fixe entre l'île et la côte. Considéré ancien port baleinier depuis, en 1878 a eu lieu dans des eaux proches la dernière capture d'une baleine entre des pêcheurs de Zarautz et de Getaria, ces derniers étant ceux qui sont parvenus à la porter au port. Actuellement[Quand ?] est un important port côtier du littoral basque.
En principe les logements ont été de bois. Pendant l'époque médiévale on construisit quelques maisons en pierre, palais urbain ou maison-tour. Étant donné la longue histoire de cette population, il est logique de trouver des bâtiments représentatifs de différentes époques. Il s'agit probablement de l'un des noyaux d'origine médiévale qui reflète mieux le passage du temps. La qualité des bâtiments, l'harmonie urbaine, et d'autres facteurs, font de Getaria un lieu privilégié de la géographie du Guipuscoa.
À Getaria, on a institué la Fraternité du Guipuscoa, naissance de l'actuel Territoire Historique. La réunion a eu lieu à l'église de San Salvador, où les représentants des peuples du Guipuscoa se sont réunis, le 6 juillet 1397, sous la présidence du Corrégidor Dr Gonzalez Maure. Dans celle-ci a été actée la constitution la Fraternité du Guipuscoa et on a rédigé les premiers décrets du territoire qui ont ensuite été progressivement étendus. Les Fors, en vigueur jusqu'au XIXe siècle, ont été pendant des siècles le Corpus légal de référence pour l'organisation du territoire.
Le 5 janvier 1597, un incendie réduit en cendres les deux tiers des bâtiments, quelque 150 maisons.
En 1638, dans le bras de mer de Getaria, une importante bataille navale a lieu entre les flottes française et espagnole, à l'issue de laquelle les Espagnols sont défaits et la ville détruite.
Pendant la guerre de l'Indépendance, en 1811, elle est prise par les troupes françaises, qui l'abandonnent en 1813.
Durant la Guerre Carliste de 1835, la ville est de nouveau pratiquement ruinée. Après avoir été encerclée par les carlistes, ceux-ci en prennent finalement possession en 1836 et l'incendie en plusieurs points, ce qui entraîne la destruction de seize maisons. L'église paroissiale souffre également des effets de l'attaque, et nécessite d'importantes réparations.
Le port de Getaria dispose aujourd'hui d'une infrastructure appropriée pour la pêche et le tourisme, avec la présence de restaurants gastronomiques.

## Politique et administration

### Municipalité
La ville est administrée par un conseil municipal de onze membres élus tous les quatre ans. Les dernières élections ont eu lieu le 26 mai 2019.
| Période | Période  | Identité                 | Étiquette | Qualité |
| ------- | -------- | ------------------------ | --------- | ------- |
| 2007    | 2011     | Andoni Aristi            | PNV       |         |
| 2011    | 2019     | Nikanor Lertxundi        | EH Bildu  |         |
| 2019    | En cours | Haritz Alberdi Arrillaga | EH Bildu  |         |

### Intercommunalité
La commune fait partie de l'Eurocité basque Bayonne - San Sebastian.

## Économie

### Lapêche
Getaria est une localité qui se trouve au bord de la mer. Au XIIe siècle avant la construction de ses paroisses, Getaria avait son port de pêche dans l'île de San Antón. Au Moyen Âge, les habitants de la ville se sont consacrés à la chasse à la baleine. Cette activité est à l'origine des armoiries de la ville ornée d'une baleine avec un harpon sur le dos.

## Patrimoine
Getaria est souligné par l'ensemble formé par son centre ancien placé entre le tombolo qui unit le mont San Antón à la terre (où on trouve le port) et la corniche qui domine le tronçon de côte de Getaria, en devant franchir d'importantes dénivelées. Son plan est rectangulaire avec des rues longitudinales parallèles qui se croisent à angle droit avec de plus petites rues. Le dénivelé peut être franchi par des escaliers et de fortes rampes. À l'origine l'ensemble était ceinturé de murailles, dont il ne subsiste presque aucune trace. Un passage sous l'église du Saint-Sauveur, remarquable et très connu, unit la rue principale (Kale Nagusia) aux escaliers qui descendent au port. Ce passage reçoit le nom de Katrapona et est un vestige des anciennes défenses.
Les monuments remarquables sont l'église du Saint-Sauveur et plusieurs maisons-tours de pierre, ainsi que les maisons de pêcheurs aux couleurs vives avec des balcons en bois, situées dans l'étroite rue Elkano.

### Préhistoire
- Tumulus d'Arriaundi (Arriaundi Tumuloa) : début du néolithique-l'âge du fer. Il se trouve dans le quartier de Meagas. Il a été déclaré « Monument en 2000 ».

### Patrimoine civil
- Monument Juan Sebastián Elcano : Il a été construit entre 1922 et 1924 à l'occasion du quatrième centenaire du tour du monde réalisé par Elcano au cours de l'expédition initiée et menée pour partie par Magellan. C'est un projet des architectes Agustín Aguirre et José de Aspiroz, retenu après que le projet initialement choisi de Miguel Martín Fernández de la Torre se soit avéré trop couteux[2]. Situé à l'entrée de la ville, c'est un ensemble architectural comme un mausolée formé par un corps rectangulaire avec des aspects de pyramide tronquée. Une statue avec forme de masque de proue de bateau du sculpteur Victorio Macho domine l'ensemble. Diverses frises et des inscriptions complètent l'ensemble qui inclut une tombe avec les noms de tous les hommes qui ont complété le voyage avec Elkano.
- Statue Juan Sebastián Elcano (dans la Place d'Elkano): œuvre de bronze du sculpteur aragonais Antonio Palao qui date de 1861. Pendant un certain temps elle a été située à Saint-Sébastien, bien qu'il soit retourné à Getaria en 1978.
- Statue Juan Sebastián Elcano (dans la Place des ''Gudaris'' (soldats basques)) : œuvre de marbre du sculpteur Ricardo Bellver qui date de 1888. Elle a été rapportée en 1934 de Madrid et a été placée dans l'emplacement actuel face à la mairie.
- Maison-Tour des Zarautz (Zarautz Dorretxea) : maison-tour située près de l'église. Elle a été abandonnée à la fin du XVe siècle quand elle a été partiellement endommagée par les travaux d'agrandissement de l'église. On conserve la façade principale.
- Maison-Tour des Ibáñez de Olaso (Olasotarren Dorretxea). Située près la Tour des Zarautz. Elle a été restaurée récemment.
- Maison Larrumbide (Larrunbide Etxea): maison médiévale située dans la Rue principale dont la façade donne sur la rue San Roque. C'est un bâtiment de style baroque qui contraste avec l'ensemble gothique que présente Getaria,
- Tour Aldamar (Aldamar Dorrea): elle présente une façade mapostería et cavités différentes époques et de tailles. Située dans une zone stratégique, elle fermait le noyau médiéval du côté sud en se situant avec les parois.
- Maisons Gothiques de la Rue San Roque (San Roke Kaleko Etxe Gotikoak): entre les no 27 et 35 de cette rue.
- Passage de Katrapona.
- Restes d'anciennes forteresses et de batteries dans la montagne San Antón.

### Patrimoine religieux

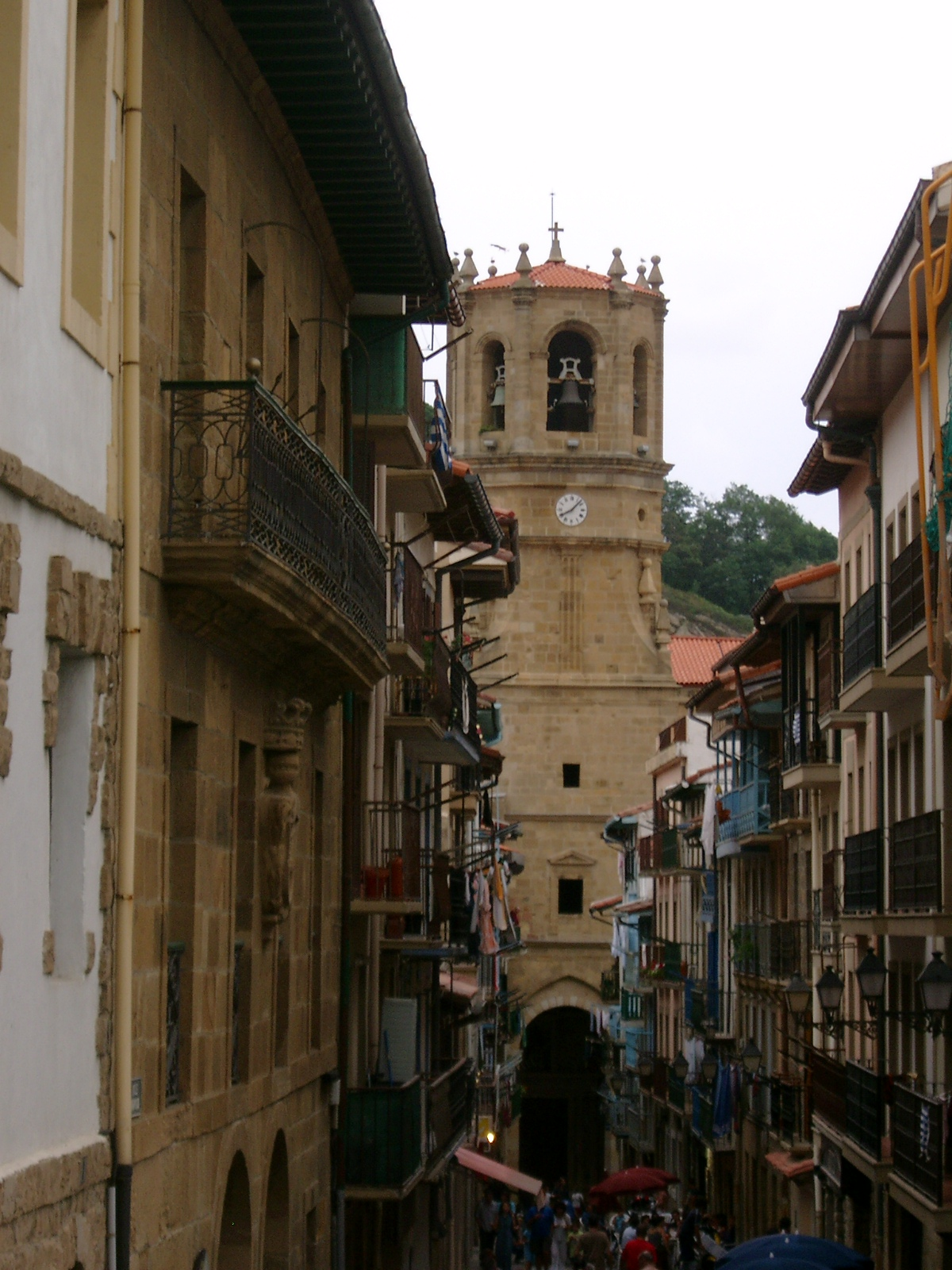
Église de San Salvador de Getaria

- Église de San Salvador de Getaria (Salbatore Parroki Eliza) : église gothique qui est déclarée Monument National. Début au moins du XIVe siècle, bien que la plus grande partie de celle-ci ait été construite entre les XVIe et XVIIIe siècles et ait dû souffrir de nombreuses restaurations pendant le XIXe siècle en raison des dommages subis dans les Guerres Carlistes. En elle ont eu lieu les premières Assemblées générales du Guipuscoa durant l'année 1397. Le temple est composé de trois nefs, divisés trois tronçons chacune. Le presbytère est important.
- Église d'Asquizu (Askizuko Eliza) : c'est une église d'une seule nef couverte avec des contreforts de croix. Elle est consacrée à San Martín.
- Ermitage de San Prudencio (San Prudentzio Baseliza) : située dans le quartier homonyme. remarquable portail gothique décoré avec des motifs géométriques.
- Hotte de la Piété (Pietatearen Kapera) : est une hotte de pêcheurs située dans la Katrapona qui passe sous l'église de San Salvador, en allant de la rue principale jusqu'au port. Elle a une image de la Piété qui date du XVIe siècle. Dans cette hotte sont enterrés Barroeta Aldamar et son conjoint.
- Ermitage de San Blas ou San Andres (San Blas edo San Andres Baseliza) : située dans le point où confluent les territoires de Getaria, Zarautz et d'Aia, près du quartier de Meagas. C'est un calvaire modeste avec une image de San Andres soutenant la croix. Vont généralement en procession à l'ermitage le jour de San Blas (Saint Blaise) les fermiers qui vivent dans les fermes des alentours, puisque selon la tradition le san Blas traite le rhume et la douleur de gorge.

### Patrimoine culturel
Le musée Cristóbal Balenciaga, ouvert le 7 juin 2011, est construit sous la forme d'une extension de la maison familiale Balenciaga.

## Personnalités liées à la commune
- Cristóbal Balenciaga (1895-1972), couturier.
- Juan Sebastián Elcano (1476-1526), explorateur. Il est le premier homme à réussir le tour du monde.
- Domingo de Boenechea (1713-1775), navigateur et explorateur marin.
- Manuel de Agote y Bonechea (1775-1803), membre de la Compagnie royale des Philippines. Il légua quelques quotidiens intéressantes sur ses traversées marines. Fut aussi maire de Getaria.
- José Francisco de Iturzaeta Eizaguirre (1788-1853): Calligraphe. Ses traités de calligraphie ont été largement diffusés durant le XIXe siècle.
- Joaquín Francisco de Barroeta Aldamar y Hurtado de Mendoza (1788-1866) : détaché politique libéral fueriste du XIXe siècle. Entre autres charges politiques, il a été maire de Getaria, juntero dans les Juntes générales du Guipuscoa, Député aux Cortès et sénateur à Madrid et premier député général du Guipuscoa. Fut un ardent défenseur du maintien des fueros basco-navarrais depuis une perspective politique libérale, ce qui lui valut une énorme popularité dans le Pays basque. Une rue de Saint-Sébastien porte son nom. Apparenté avec la reine belge Fabiola de Mora y Aragón.
- Prudencio Arnao (1842-1902), détaché militaire qui lutta dans la bande libérale durant la troisième guerre carliste.
- Pepita Embil (1918-1993), fameuse chanteuse de zarzuela. Mère du mondialement connu ténor Plácido Domingo.
- Jon Esnal. juntero et Président des Juntes générales du Guipuscoa. Militant du PNV.
- Iñaki Txueka (1953), député pour le Guipuscoa dans le congrès des députés. Militant du PNV.
- Aintzane Ezenarro est l'unique représentante d'Aralar au Parlement basque.
- Aitor Arregi (1971 - ), footballeur du Villarreal CF entre autres équipes.

## Galerie

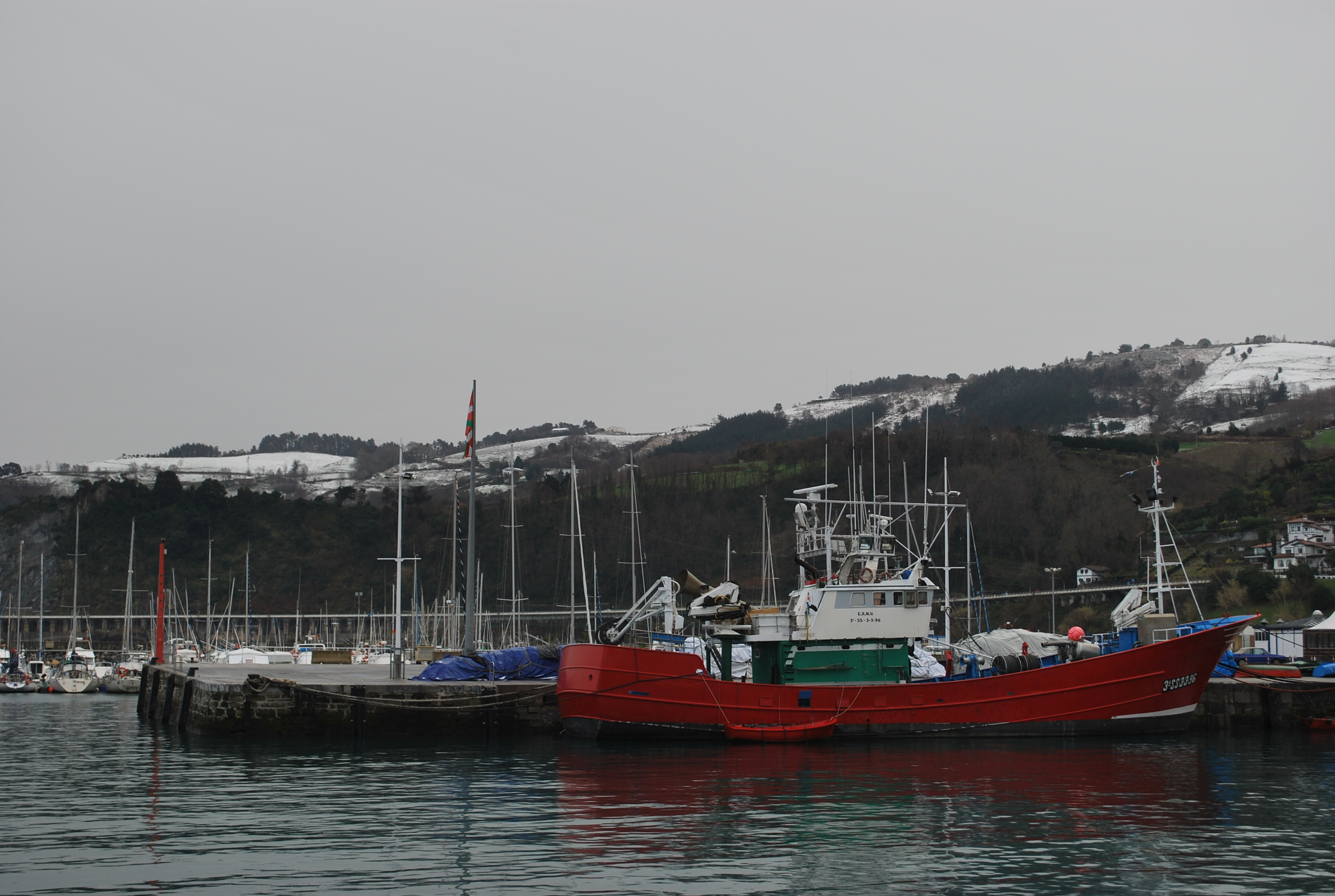
Chalutier à Getaria.
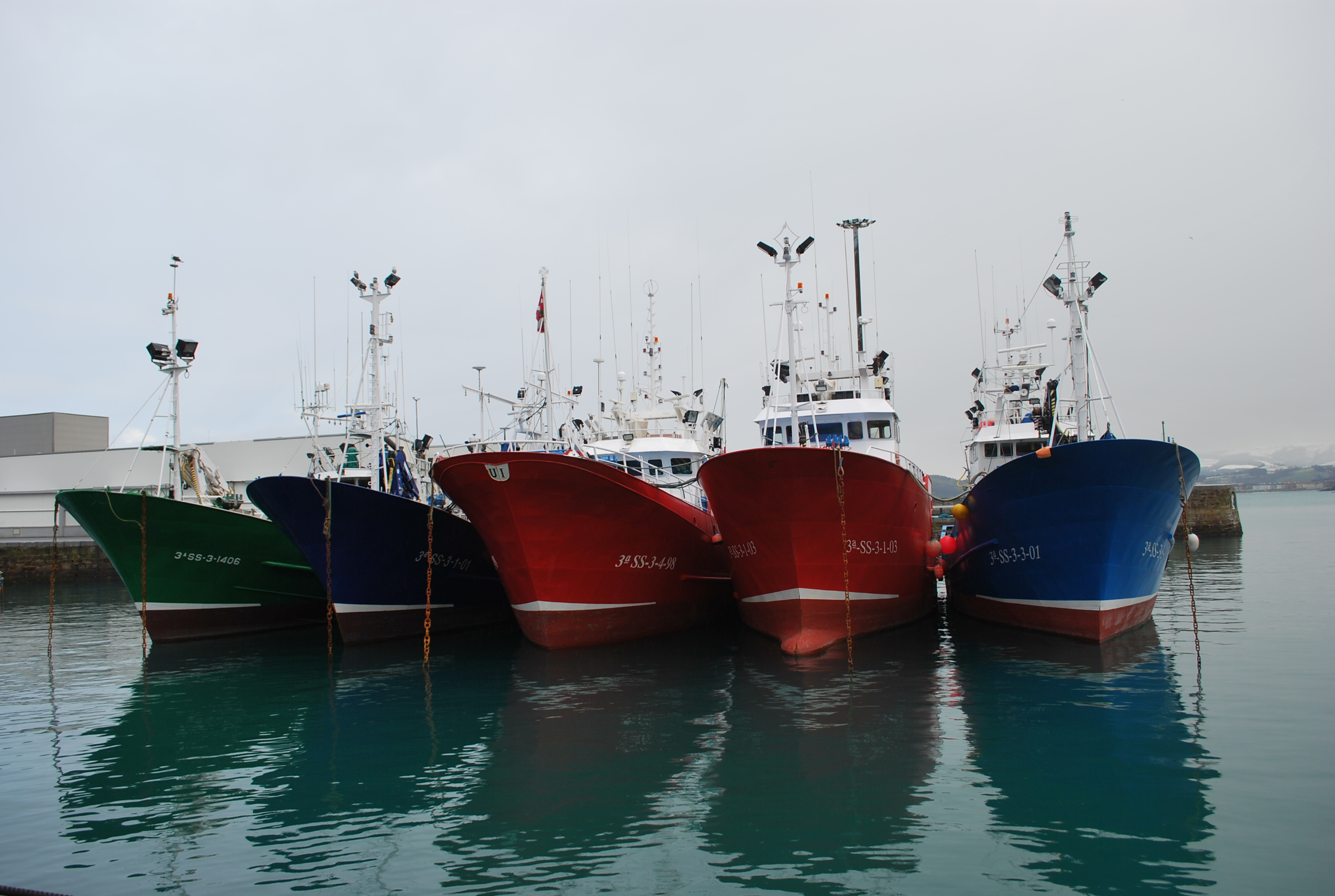
Chalutiers à Getaria.
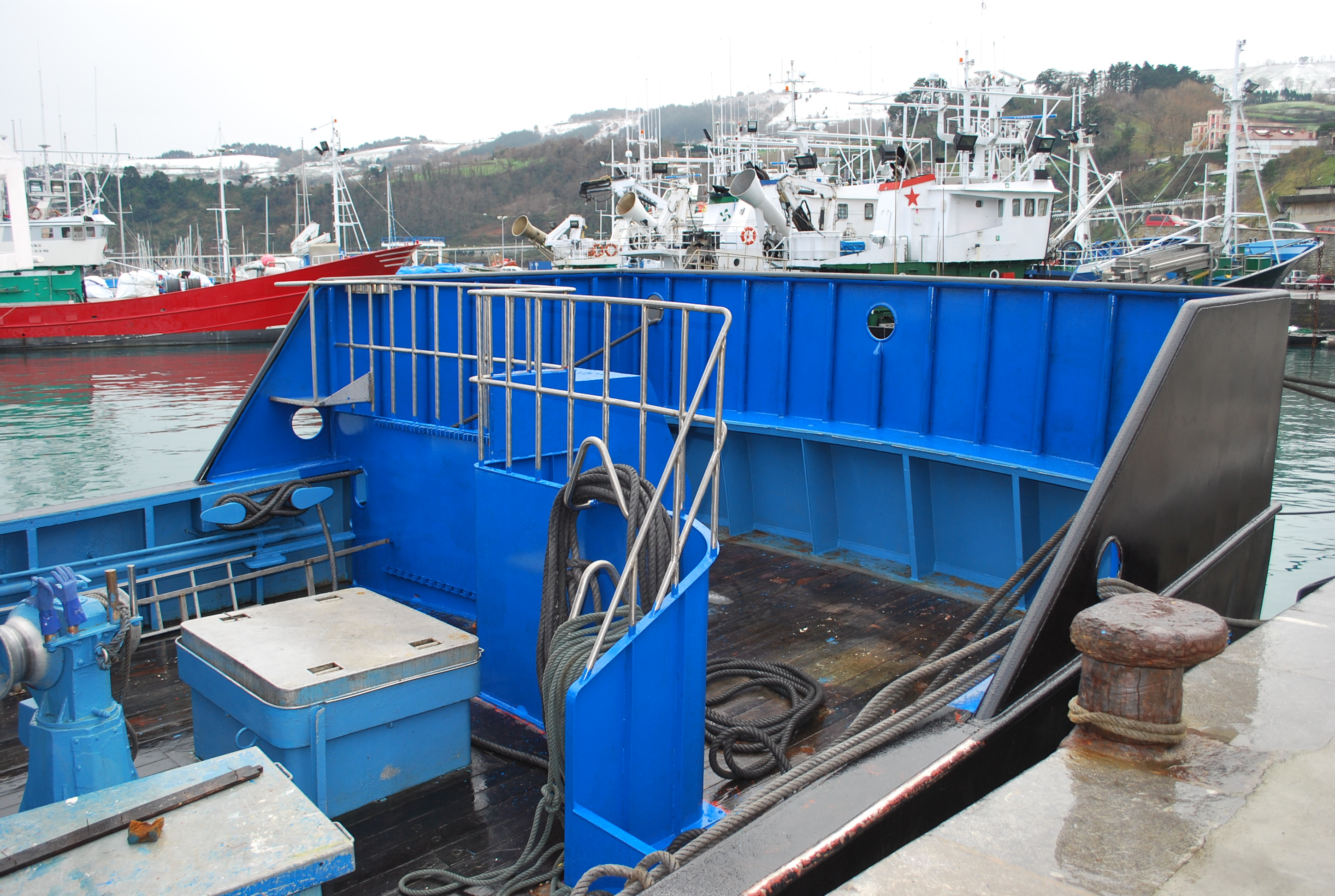
Détail arrière d'un chalutier à Getaria.
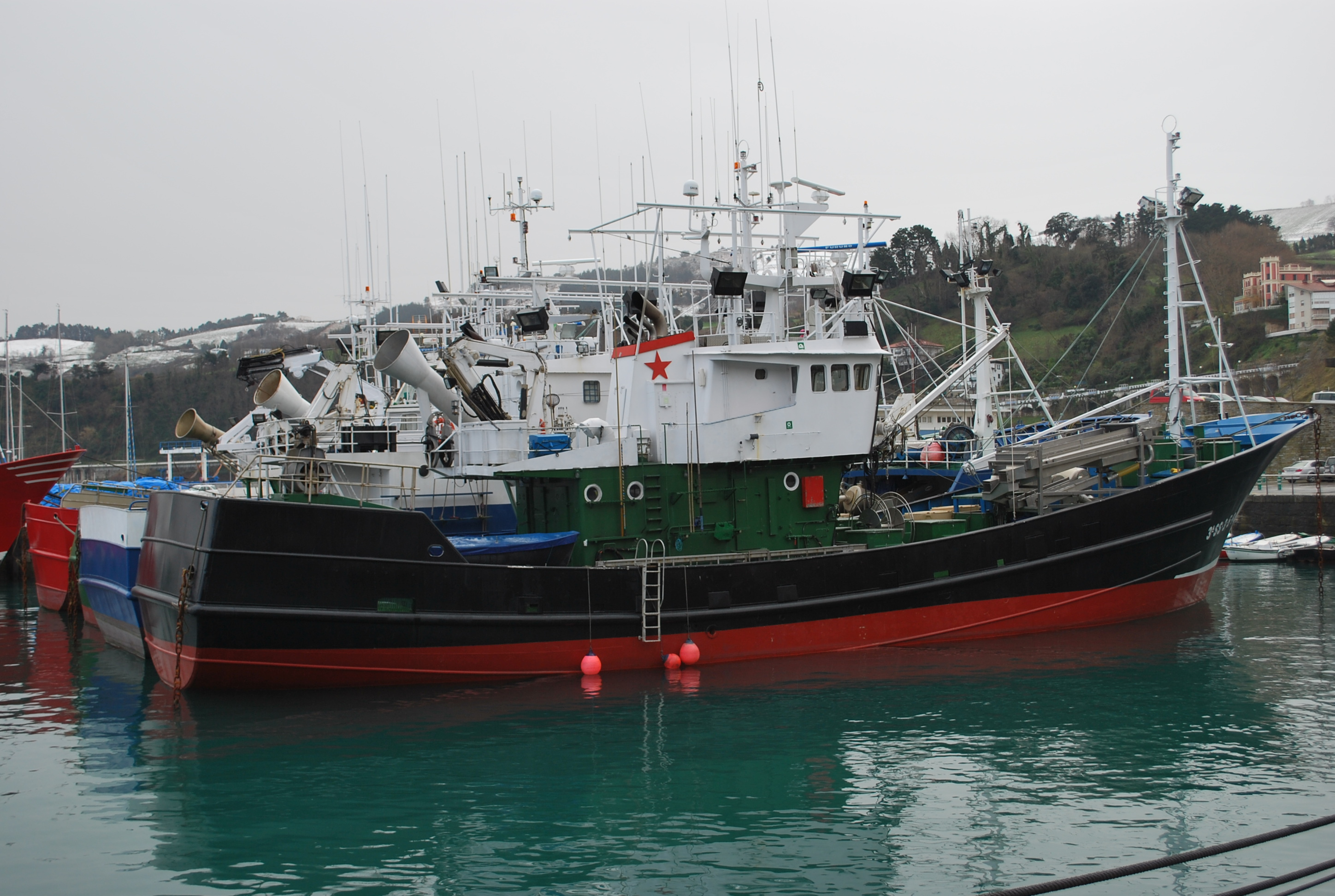
Chalutier à Getaria.
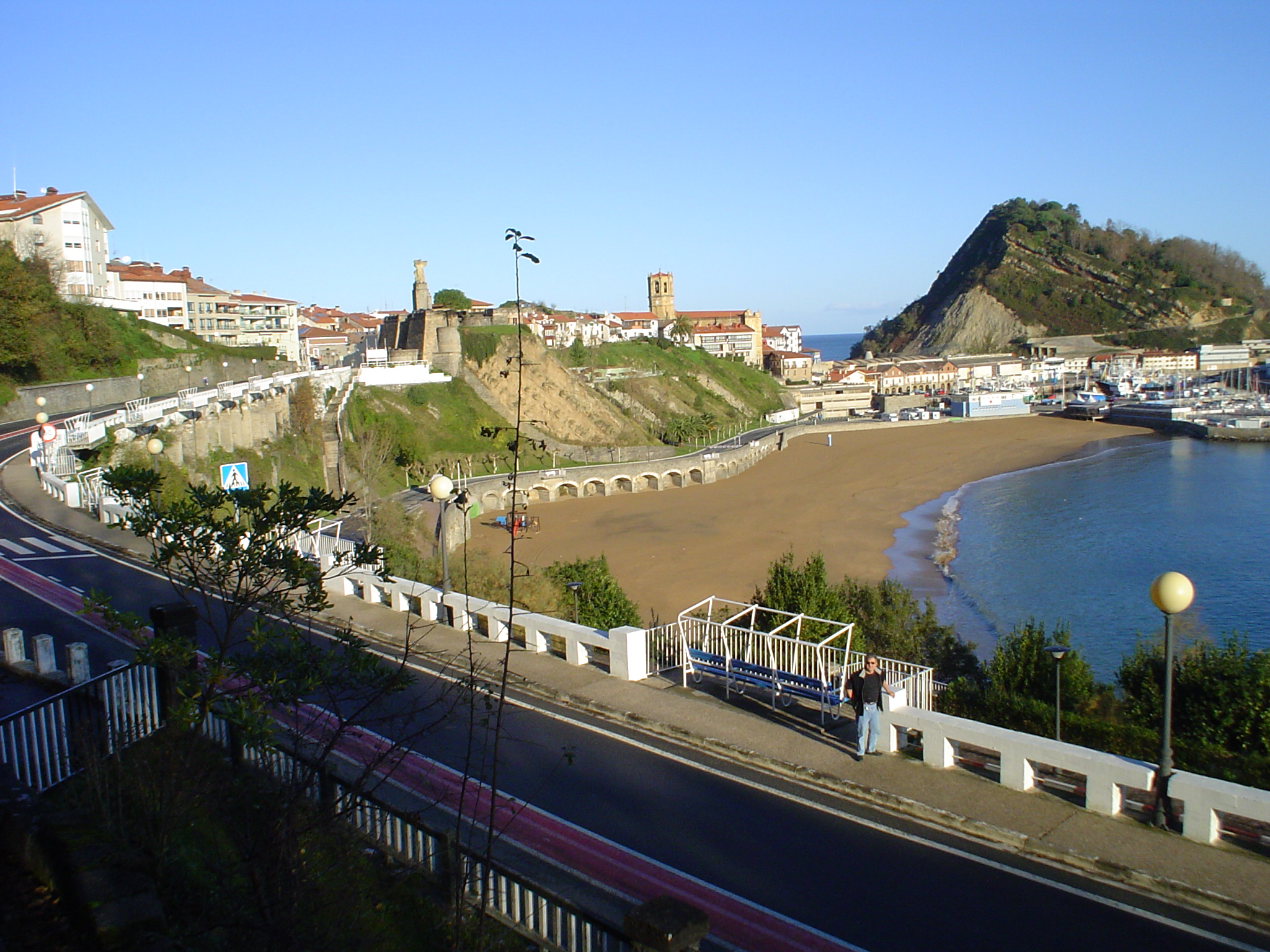
Plage et port de plaisance de Getaria.
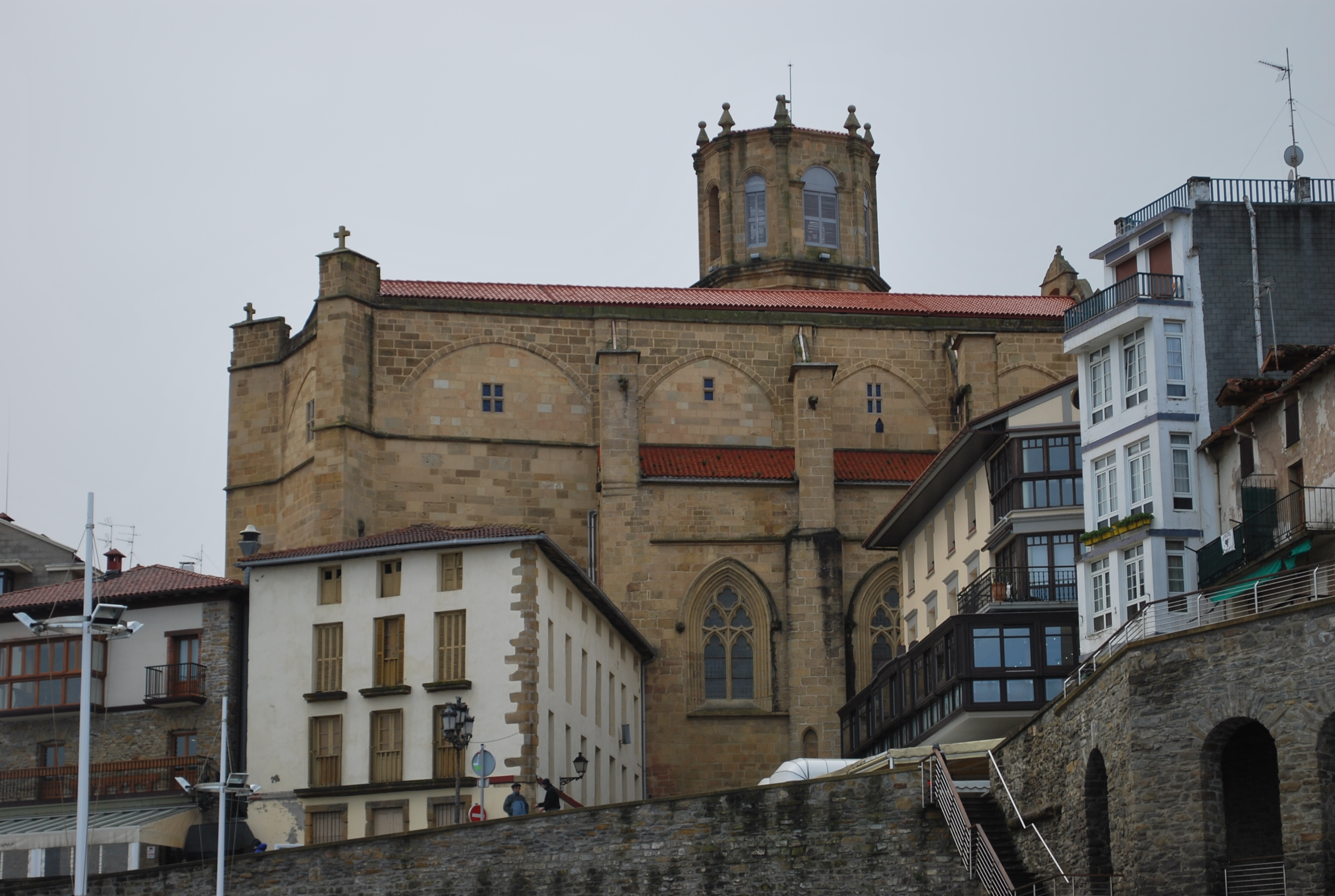
Église San Salvador de Getaria.
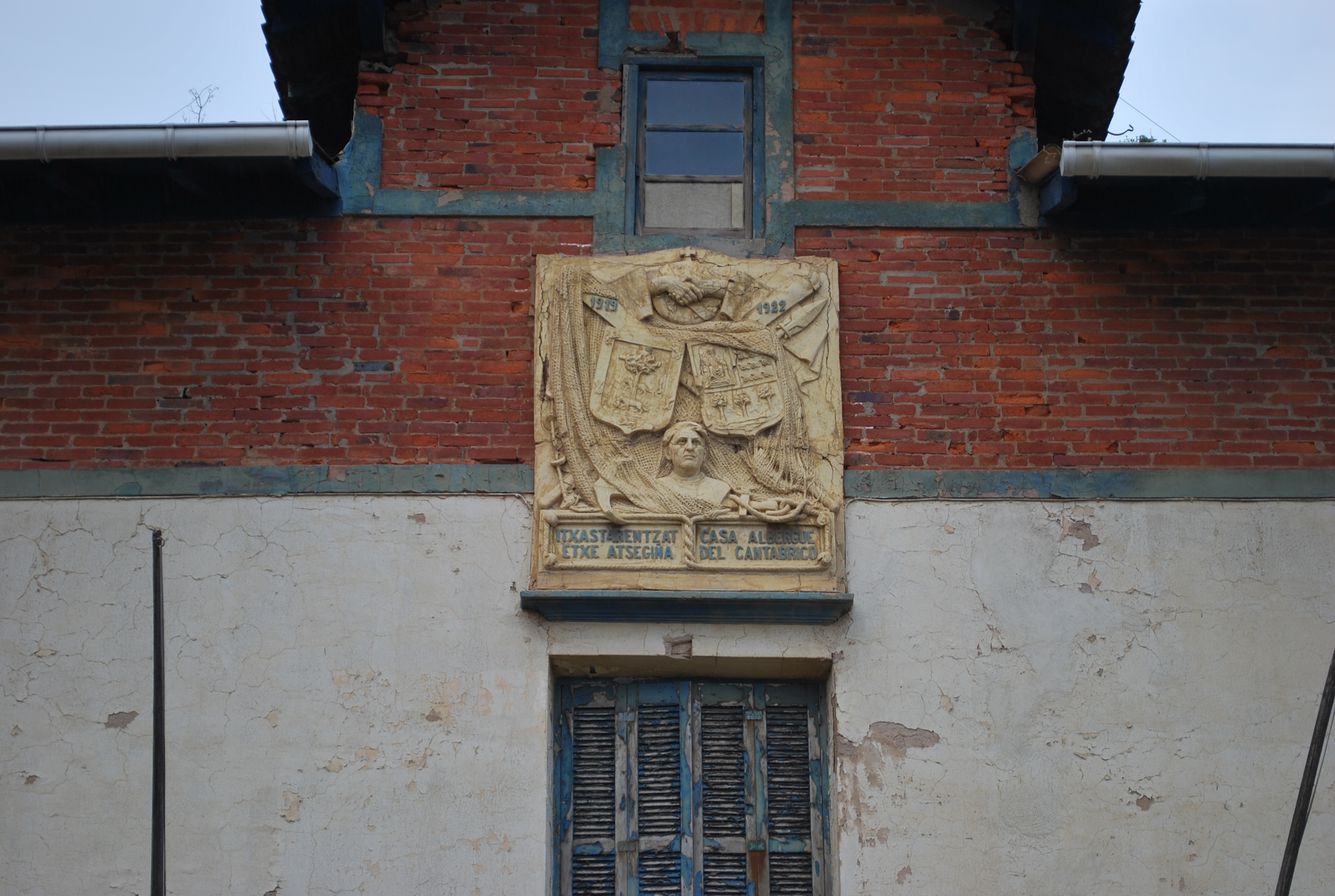
Auberge de Getaria.
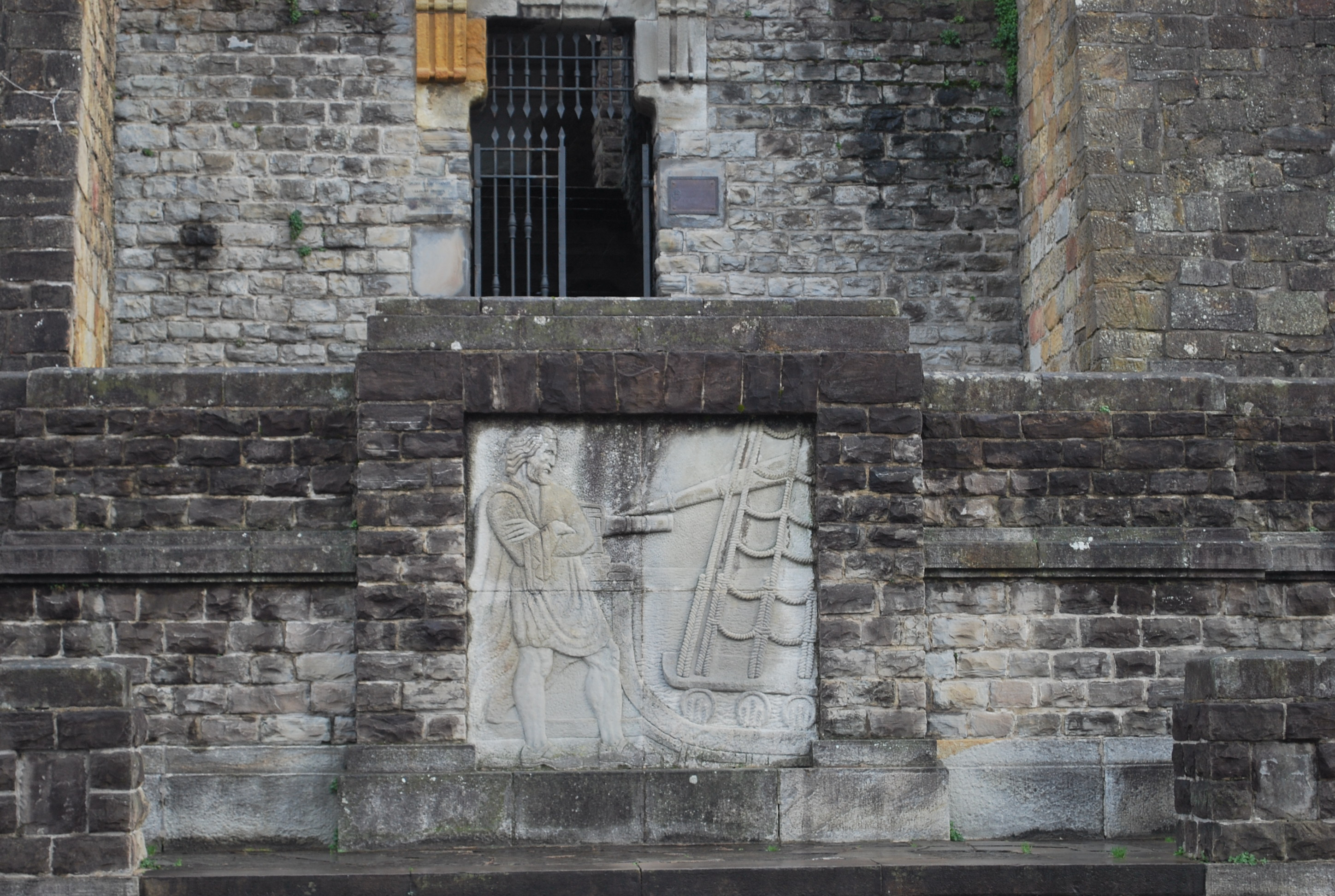
Un blason à Getaria.
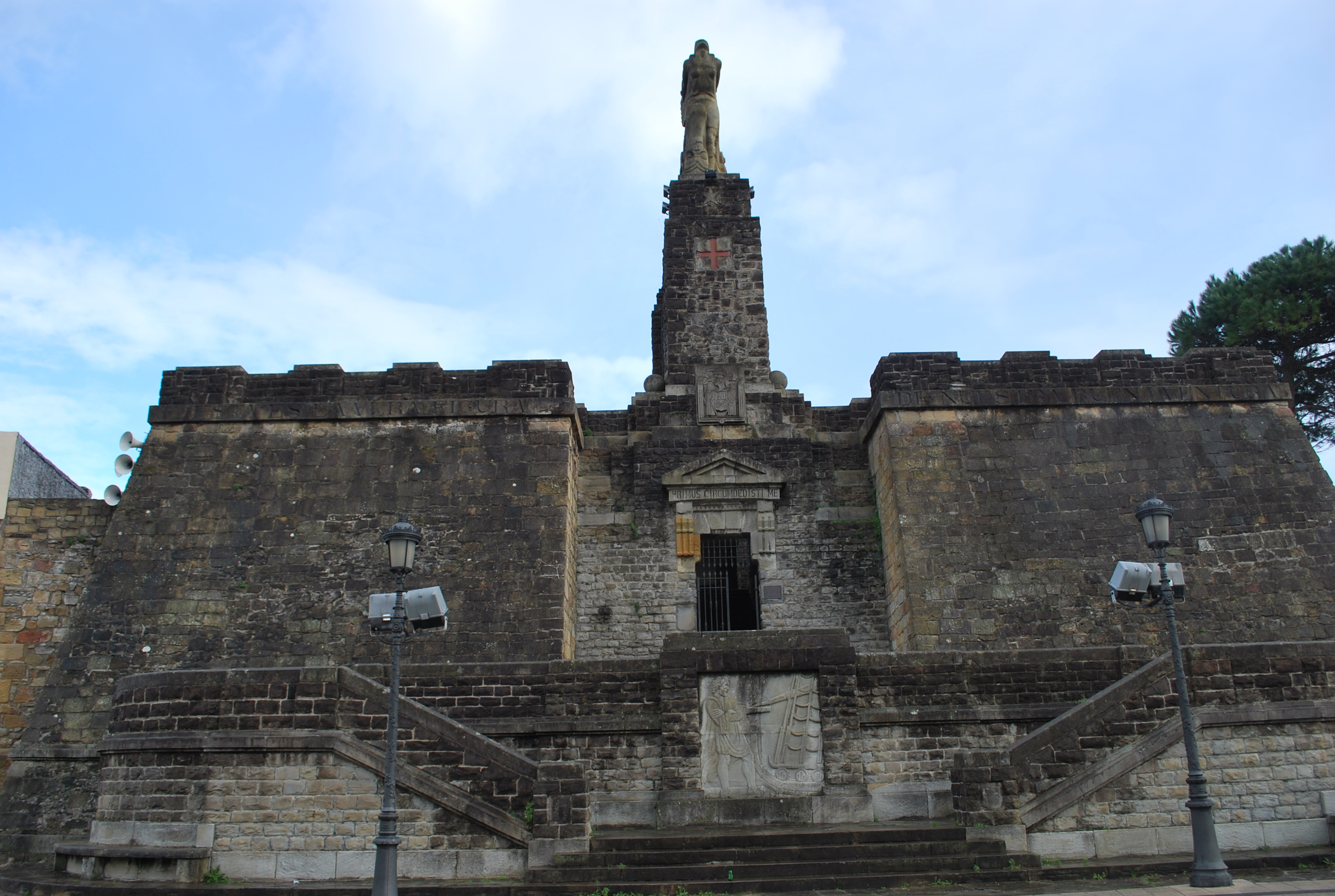
Monument dédié à Juan Sebastián Elcano.
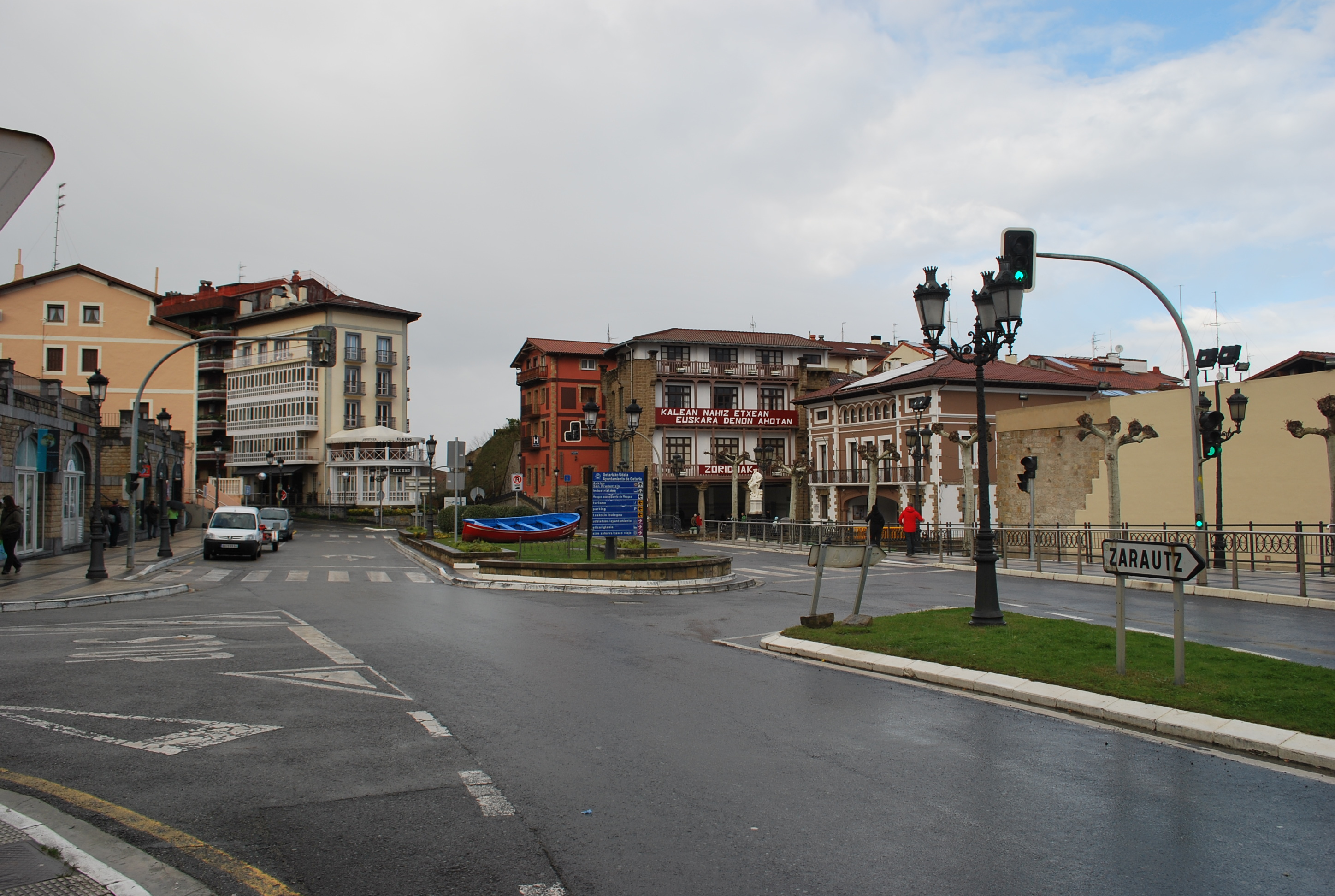
Route de Zarautz à Getaria.

### Sources
- (es) Cet article est partiellement ou en totalité issu de l’article de Wikipédia en espagnol intitulé « Guetaria » (voir la liste des auteurs).